# Azərbaycan Kuboku 2005-2006
La Azərbaycan Kuboku 2005-2006 è stata la 14ª edizione della coppa nazionale azera, disputata tra il 24 settembre 2005 (con gli incontri del turno preliminare) e il 3 giugno 2006 e conclusa con la vittoria del Qarabag Agdam, al suo secondo titolo.

## Ottavi di finale
Gli incontri di andata si disputarono il 4 e 5 mentre quelli di ritorno il 19 novembre 2005.
| Squadra 1          | Totale | Squadra 2               | Andata | Ritorno |
| ------------------ | ------ | ----------------------- | ------ | ------- |
| Neftçi Baku        | 3 - 2  | Gänclärbirliyi Sumqayit | 1 - 2  | 2 - 0   |
| Göy-Göl Xanlar     | 0 - 1  | PFC Turan Tovuz         | 0 - 0  | 0 - 1   |
| Xäzär-2 Länkäran   | 1 - 2  | Qarabag Agdam           | 0 - 0  | 1 - 2   |
| Olimpik Baku       | 0 - 3  | FK Baku                 | 0 - 0  | 0 - 3   |
| FK MKT Araz Imisli | 7 - 1  | Bakılı                  | 5 - 1  | 2 - 0   |
| FC Sahdag Qusar    | 0 - 3  | Xäzär Länkäran          | 0 - 2  | 0 - 1   |
| FK Gäncä           | 2 - 4  | FK Karvan               | 1 - 3  | 1 - 1   |
| Göyäzän Qazax      | 1 - 2  | Inter Baku              | 1 - 1  | 0 - 1   |

## Quarti di finale
Gli incontri di andata si disputarono il 4 e 5 marzo mentre quelli di ritorno il 18 e 19 marzo 2006. Entrambi gli incontri tra FK MKT Araz Imisli e Xäzär Länkäran vennero annullati a causa dell'irregolarità di un passaporto di un giocatore del MKT e vennero disputati in campo neutro il 25 e 28 aprile 2006.
| Squadra 1          | Totale | Squadra 2       | Andata | Ritorno |
| ------------------ | ------ | --------------- | ------ | ------- |
| Neftçi Baku        | 3 - 0  | PFC Turan Tovuz | 3 - 0  | 0 - 0   |
| Qarabag Agdam      | 3 - 2  | FK Baku         | 3 - 2  | 0 - 0   |
| FK MKT Araz Imisli | 0 - 1  | Xäzär Länkäran  | 0 - 1  | 0 - 0   |
| FK Karvan          | 5 - 2  | Inter Baku      | 1 - 1  | 4 - 1   |

## Semifinali
Gli incontri di andata si disputarono il 25 aprile e 3 maggio mentre quelli di ritorno il 3 e 7 maggio 2006.
| Squadra 1      | Totale | Squadra 2     | Andata | Ritorno |
| -------------- | ------ | ------------- | ------ | ------- |
| Xäzär Länkäran | 1 - 3  | FK Karvan     | 1 - 0  | 0 - 3   |
| Neftçi Baku    | 0 - 1  | Qarabag Agdam | 0 - 0  | 0 - 1   |

## Finale
La finale venne disputata il 3 giugno 2006 a Baku.
| Arbitro: | Vüsal Äliyev |

|                                         |           |                      |
| Vasif Haqvedriyev 45’ Samir Musayev 87’ | Marcatori | 1’ Romani Akhalkatsi |